# Shompen
Els shompen o shom peng són el poble indígena de l'interior de l'illa Gran Nicobar, que forma part del territori indi de les illes de Nicobar i Andaman. Són una tribu reconeguda per l'Índia.

## Etimologia
El terme «shompen» és segurament una mala pronunciació de l'anglès del terme «shamhap», el mot en nicobarès per a «tribu». Els shompen que viuen a la zona oest de l'illa s'anomenen a si mateixos «Kalay»; aquells que viuen a la zona est s'autoanomenen «Keyet». Tots dos grups es refereixen a l'altre com a «Buavela». Informacions del 1886 que deien que els shompen s'anomenen a si mateixos com a «Shab Daw’a» no han estat confirmades per la recerca actual.

## Societat
L'any 2001 s'estimava una població d'uns 300 shompen, sobretot localitzats al poble shompen A i el poble shompen B. Abans del tsunami i terratrèmols de l'índic de 2004, als pobles A i B hi vivien 103 i 106 persones respectivament; en el cens de 2011 només vivien 10 i 44 persones respectivament.
Els shompen són caçadors-recol·lectors. La vestimenta tradicional, possible conseqüència del clima tropical de les illes, només cobreix la part inferior de la cintura: per als homes és un tapall curt fet d'escorça que cobreix la zona genital; els complements són limitats en els homes, i consisteixen en collarets de perles i cintes per als braços. Les dones porten faldilles llargues fins als genolls fetes d'escorça, ocasionalment amb un mantó cobrint les espatlles. Els complements inclouen dilatacions de bambú (ahav), collarets de perles (naigaak) i bandes de bambú per als braços (geegap). Ambdós sexes caminen descalços. Probablement els shompen aprengueren a usar l'arc i les fletxes dels nicobaresos. A part de l'arc i les fletxes que són les armes i eines principals també usen multitud de llances, llances llancívoles i destrals. Els homes solen dur arc i fletxes, una llança i, lligat al tapall, una destral i un ganivet. Cacen porcs salvatges, ocells i altres animals petits; recol·lecten fruita, baies i altres aliments que proporciona el bosc. També tenen porcs en captivitat i conreen arrels, vegetals i tabac. Les cases shompen solen estar fetes per a 4 persones, i als pobles i solen viure entre 4 i 5 famílies. Un cop un infant ha crescut prou, es fa la seva pròpia cabana; les fan de teixits amb marc de fusta i el sostre amb fulles de palmera. A l'interior hi ha estores per dormir; generalment es cuina fora de les cases.
Com que vivien aïllats a l'interior de l'illa, els shompen no van patir tant els efectes del terratrèmol i tsunami de 2004, que devastà principalment les zones costaneres de l'illa, habitades per nicobaresos i indis, malgrat això, nou shompen van morir per culpa del tsunami.

## Contactes
Abans del primer contacte a la dècada de 1840, no es coneix cap informació sobre els shompen. El primer en contactar amb els indígenes fou l'almirall danès Steen Bille el 1846 i Adolph de Roepstorff, un oficial britànic que publicà treballs sobre les llengües de Nicobar i Andaman i va recollir dades etnogràfiques i lingüístiques l'any 1876. Des de llavors, ha existit molt poca informació sobre els shompen, principalment per l'accés restringit a les illes Nicobar per als investigadors estrangers des de la independència de l'Índia. Per a les eleccions de 2014 obrí un col·legi electoral a la zona, i els shompen pogueren participar en un procés democràtic per primer cop.

## Idioma
Les llengües shompen, que inclouen com a mínim dos idiomes, són poc conegudes, però sembla que no estan relacionades amb el nicobarès, un grup aïllat de llengües austroasiàtiques, i potser tampoc estan relacionades entre elles. Són un exemple de llengües aïllades.

## Genètica
Alguns estudis sobre l'ADN mitocondrial han mostrat que el llinatge matern dels shompens és molt proper amb el dels indonesis. Diferents variacions amb els segments d'ADN dels cromosomes Y també rebel·len afinitats amb els pobles austroasiàtics, incloent els nicobaresos i els vietnamites més que no pas amb la gent del subcontinent indi. Altres estudis han proposar que els shompens són descendents de caçadors mesolítics.